# 何塞·阿塞加
何塞·阿塞加（西班牙語：José Arcega，1964年5月31日—），西班牙男子篮球运动员。他曾代表西班牙国家队参加1990年国际篮联世界锦标赛和1992年夏季奥林匹克运动会。